# Rimetea, Alba

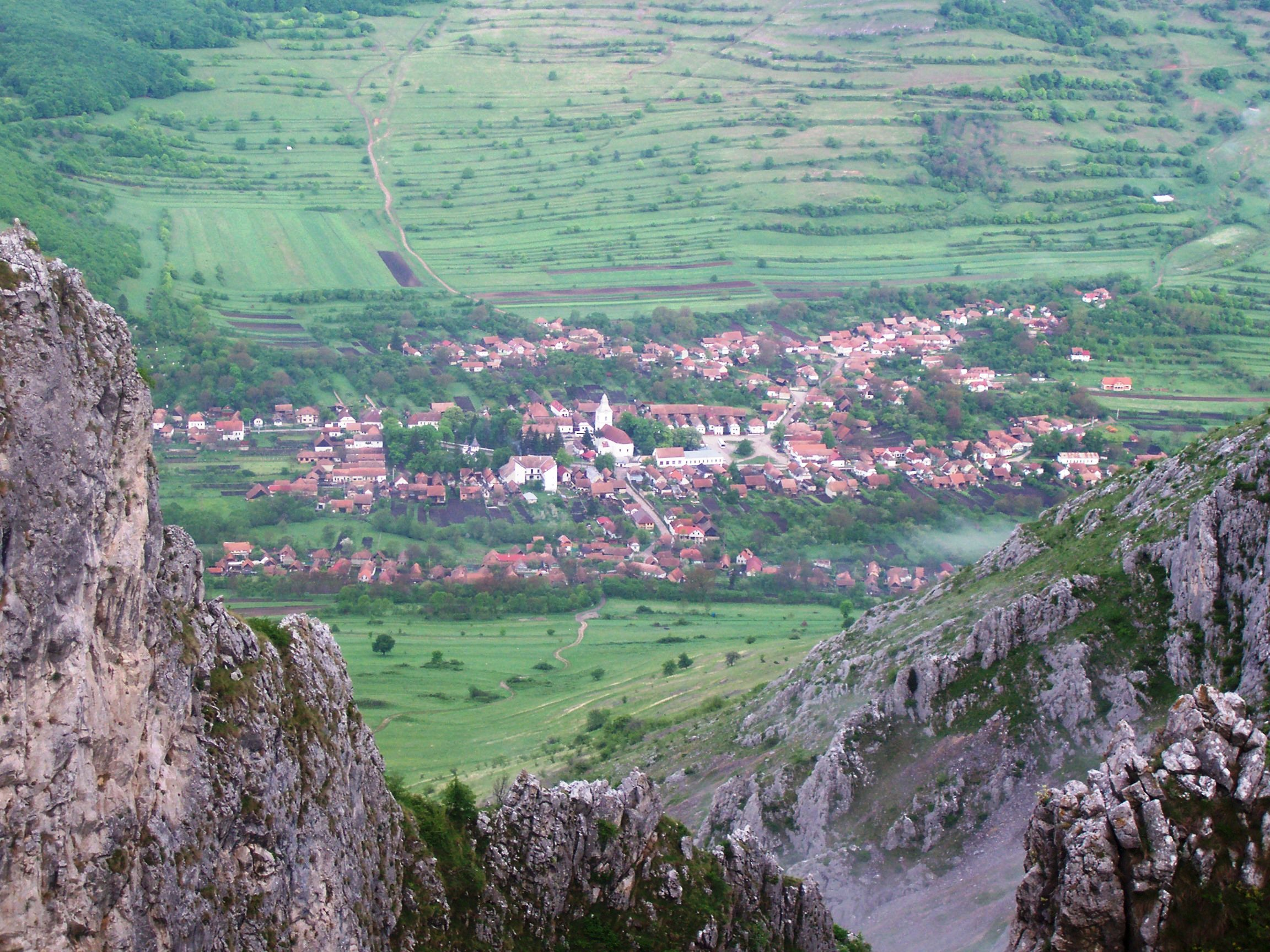
Satul Rimetea văzut de pe Piatra Secuiului

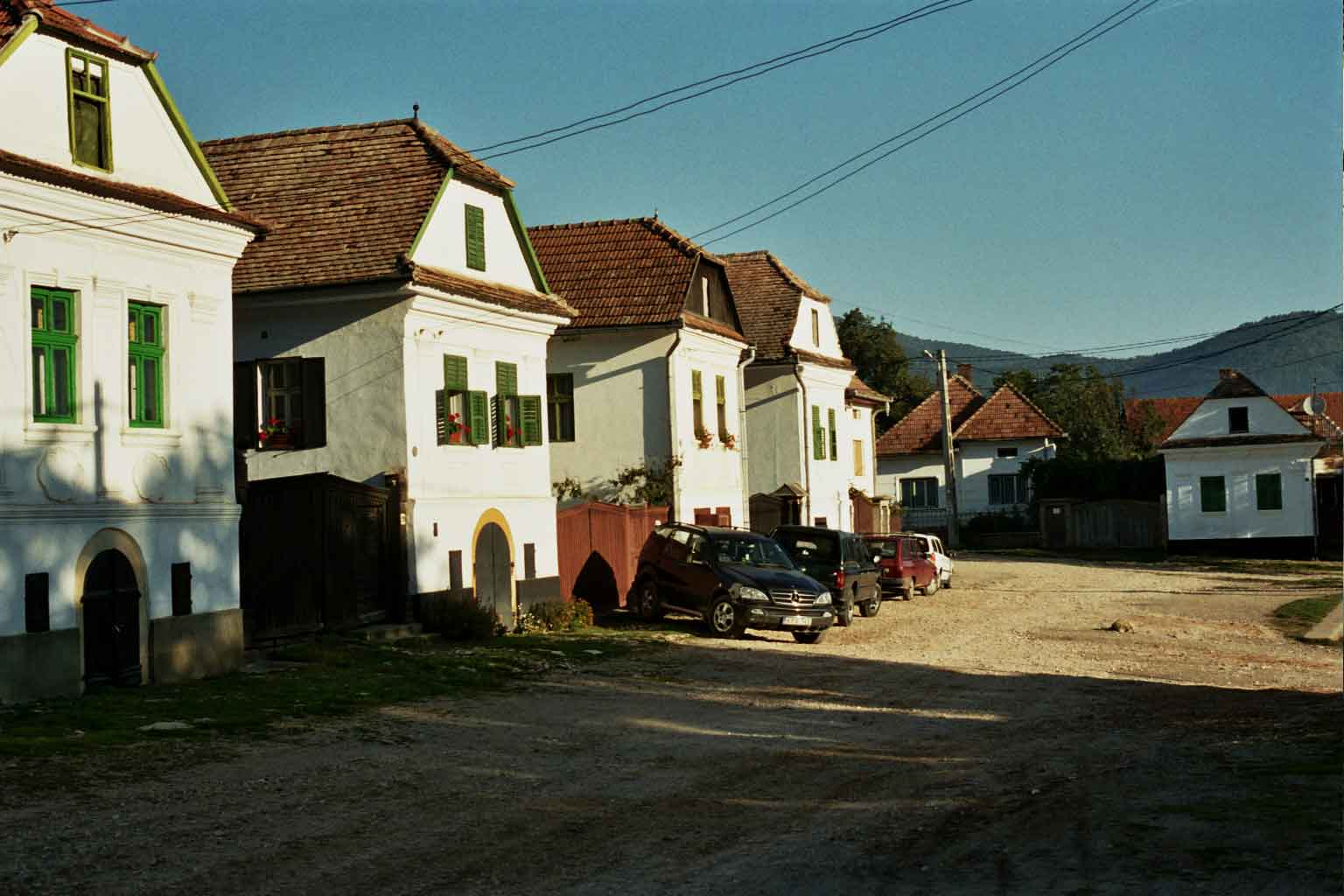
Case tradiționale

Rimetea (până în anii '60 Trascău, în maghiară Torockó, în germană Eisenmarkt / Eisenburg / Traschen) este satul de reședință al comunei cu același nume din județul Alba, Transilvania, România.

## Generalități
În Evul Mediu și epoca premodernă,  localitatea a făcut parte din comitatul Turda (în maghiară Torda vármegye, în germană Komitat Thorenburg).
În cele opt secole de locuire neîntreruptă, Rimetea a cunoscut mai multe perioade antagonice, oscilând de la starea de sat medieval oarecare la aceea de oraș înfloritor în secolele XVII-XVIII și având parte de un lung declin de la sfârșitul secolului al XIX-lea până la sfârșitul secolului al XX-lea, când reajunsese un sat oarecare de la poalele Munților Apuseni.
Începând cu anii 1996-1997, localitatea trece printr-un proces de tranziție la mai multe niveluiri. Din punct de vedere economic, în aproximativ un deceniu și jumătate, localitatea a trecut de la un model economic bazat pe agricultura de subzistență, la o economie variată, în care serviciile turistice au o pondere importantă. Din punct de vedere socio-cultural, comunitatea din Rimetea a cunoscut o schimbare la fel de profundă ca aceea din domeniul economic: cetățenii localității au ajuns să-și valorizeze patrimoniul arhitectural (în principal casele construite in secolele XVII-XIX), să-și dorească renovarea patrimoniului în defavoarea înlocuirii vechilor edificii cu altele noi, să se mândrească cu el și să învețe cum să-l păstreze nesufocat de noile intervenții urbanistice. Datorită eforturilor de conservare depuse de localnici și de ONG-urile implicate în proiect, în 1999 localitatea Rimetea a fost distinsă cu premiul Europa Nostra al Comisiei Europene pentru conservarea patrimoniului cultural material. Proiectul de conservare a patrimoniului derulat la Rimetea a fost primul proiect de acest tip din România distins cu premiul Comisiei Europene. Deși prestigiosul premiu a mai fost acordat unui proiect derulat în România (în 2010, Muzeul Național Brukenthal a câștigat premiul Europa Nostra pentru programul de pedagogie muzeală „Descoperind Muzeul”), până în prezent (2011), Rimetea este singura localitate din țară care a primit acest premiu.
În octombrie 2000, Oficiului Național al Monumentelor Istorice a desemnat localitatea Rimetea drept zonă arhitecturală și urbană protejată.

## Geografie
Situată în nordul Depresiunii Trascăului (o depresiune de formă elipsoidală, alungită pe axa nord-sud, având o lungime de 11 km și o lățime maximă de 4 km), la o altitudine medie de 550 de metri, localitatea Rimetea este înconjurată de masive montane mai înalte cu 500 - 600 de metri și este străbătută de la nord la sud de râul Rimetea. Masivele calcaroase din jurul depresiunii sunt împadurite în partea vestică (Vf. Cornului - 1238 m, Ardașcheia - 1250 m, Dealul Băieșilor - 1010 m) și golașe în est, unde localitatea este dominată de Piatra Secuiului - 1128 m și de Tarșa - 999 m. Masivul Piatra Secuiului este un masiv calcaros, golaș și alungit, împărțit în două părți de o „râpă” (ceea ce face ca, din mai până în septembrie, soarele să răsară de două ori pentru acei oameni care trăiesc în partea de nord a localității). Partea nordică a masivului, mai scundă, poartă și numele de „Colții Trascăului” și adăpostește ruinele unei fortărețe medievale. Relieful de tip carstic al masivului este caracterizat de o prezență intensivă a liniilor de fisurare și de existența a peste 15 peșteri de mici dimensiuni (doar trei dintre ele având peste 15 metri lungime) situate în partea superioară a abruptului. Potrivit unei legende locale, denumirea de "Piatra Secuiului" provine de la faptul că, în secolul al XIII-lea, secuii din sat s-au refugiat pe muntele din apropiere pentru a scăpa de asediul tătarilor.
Rimetea se află la 24 km de Aiud, la 7 km de Buru, la 25 km de Cheile Turzii și la 28 km de Turda. Localitatea este conectată la rețeaua de drumuri naționale prin drumul judetean DJ107M, care începe la nord din drumul național DN75 (la limita de sud a județului Cluj) și care debușează la sud în DN1 (E81) pe teritoriul municipiului Aiud. Drumul județean DJ107M traversează ambele localități ale comunei (Rimetea și Colțești), de-a lungul lui situându-se aproape toate obiectivele cu potențial turistic din zonă. În 2011, DJ107M este modernizat și în stare impecabilă pe teritoriul județului Alba (mai precis de la Rimetea până la Aiud); în schimb, practicarea lui este dificilă pe teritoriul județului Cluj (între Rimetea și Buru).

### Fenomen solar rar
La Rimetea soarele răsare in iulie zilnic de 2 ori. Prima dată răsare in nordul coamei Colții Trascăului, apoi, prin rotirea pămȃntului, dispare în dosul acestei coame, ca să răsară a doua oară, la sud de coamă, deasupra rȃpei dintre această coamă și coama învecinată Piatra Secuiului.

## Istoric
Zona era locuită și prelucrarea fierului se făcea sistematic cel puțin din timpul Regatului lui Burebista.
Încă din perioada romană (106-274 d.C.), zona era protejată de un castru și prelucrarea fierului a luat o nouă amploare. Aici s-au gasit monezi romane din timpul împăraților Antoninus Pius si Maximinus Thrax).
Administrativ numele centrului era Castrum Thuruscum, in vorbirea cel mai probabil fiind pronunțat Thuruscu
Documentrul cel mai vechi cunoscut azi menționează localitatea medievală pentru prima dată după invazia mongolă din 1241-42, anume în 1257 sub  numele maghiarizat de Toroczcko (se pronunță Toroțco), având forma românească Trascău.  Rămâne un important centru de prelucrare a fierului datorită zăcămintelor de minereu ferice din zonă. Exploatarea fierului și meșteșugul fierăritului au dus la o dezvoltare continuă pe parcursul a mai multor secole, fiind un timp cel mai mare centru de producție a armelor de fier din Europa creștină.  În anul 1493 localitatea a primit rangul de târg ("oppidum"), iar în 1666, pe fondul dezvoltării extracției de minereu și a meșteșugului fierăritului, Rimetea devine oraș ("civitas"). Dacă în secolul al XV-lea exista o singură fierărie în care se produceau unelte agricole, două secole mai târziu (în cea de-a doua jumătate a secolului al XVII și în prima jumătate a secolului al XVIII), exploatarea minereului și prelucrarea fierului ajungeau la apogeu. În anul 1716, datorită celor 16 cuptoare de topit minereu și celor 16 ciocane hidraulice, Rimetea era unul dintre principalele centre de prelucrare a fierului din Transilvania, iar uneltele agricole produse aici erau cele mai renumite din principat și din estul regatului Ungariei, fiind vândute de negustori în piețe importante, precum Brașov, Bistrița, Arad și Debrețin. Concurența topitoriilor din Hunedoara și Reșița (care s-au dezvoltat foarte mult în a doua jumătate a secolului al XVIII-lea) și scăderea rezervelor de minereu (care au fost epuizate în secolul al XIX-lea) au determinat decaderea totala a fierăritului în Rimetea și alunecarea localității în ruralitate.
Trascăul rămâne gazda unuor târguri animaliere și de cereale de importanță zonală.
Pe Harta Iosefină a Transilvaniei din 1769-1773 (Sectio 124), localitatea apare sub numele de „Thorotzko”. De-a lungul văii de la nord de localitate (vale care se varsă în Arieș la Buru), apar pe Harta Iosefină cca 15 șteampuri de prelucrare a minereurilor de fier extrase din zonă, notate (în limba germană) ca “Eisen Hamer Schmeltz Stamph Mühlen”.
O perioadă scurtă tot aici s-a prelucrat și aur în monezi. Pentru un timp Rimetea era unul dintre centrele culturale ale Ardealului.

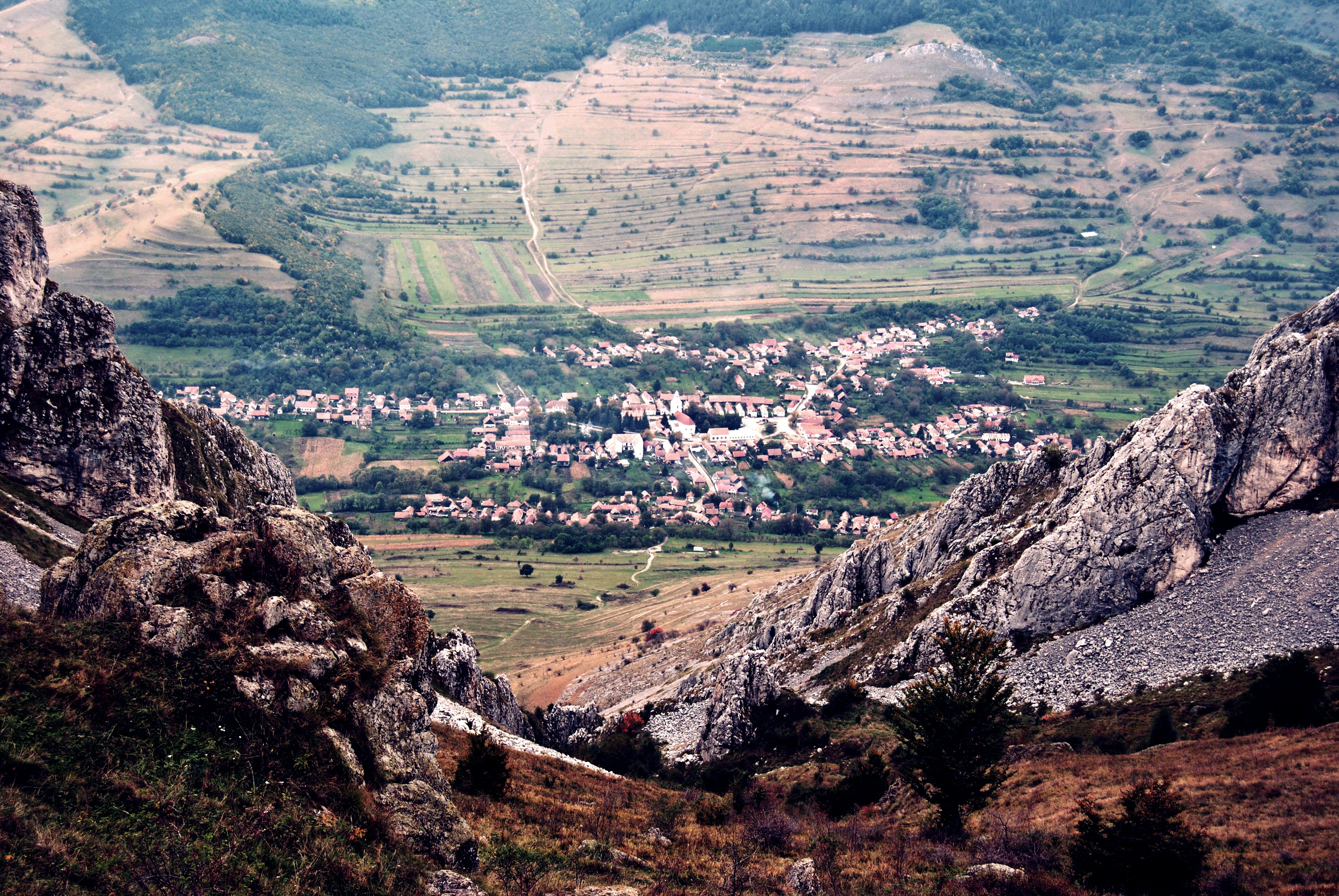
Vedere de pe Piatra Secuiului

## Demografie
În a doua jumătate a secolului al XVIII-lea, în localitate au fost colonizati mineri de origine austriacă (din zona Eisenwurzen ) care apoi s-au contopit cu populatia maghiara. Metisajul de populații și de culturi a dus la apariția unui port popular specific.
| - Costume de oameni în vârstă - Costume de femei măritate - Costume de tineri necăsătoriți |
| Costume locale în muzeul etnografic al satului.                                            |

Evoluția populației de-a lungul timpului:

## Educație
Localitatea are o tradiție educațională multiseculară. Școala unitariană din Trascău / Torockó a funcționat de la începutul secolului al XVII-lea pâna la începutul secolului al XX-lea. În secolul al XIX-lea, printre elevii ei s-a numărat și George Barițiu care avea să devină întemeietorul presei românești din Transilvania.
În prezent, în localitate funcționează o unitate de învățământ de stat, cuprinzând ciclul primar și ciclul gimnazial.

## Patrimoniu

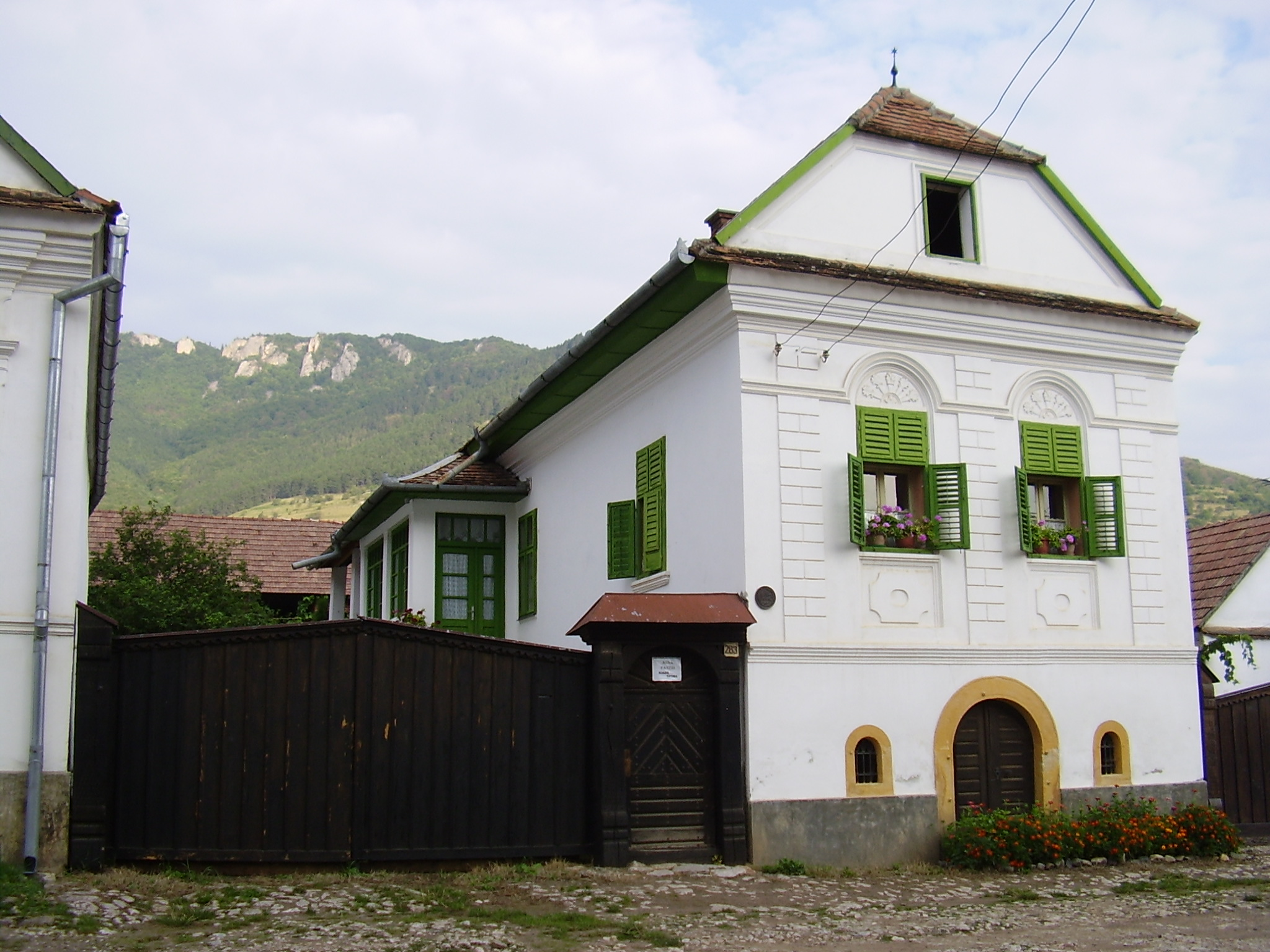
Casă tradițională

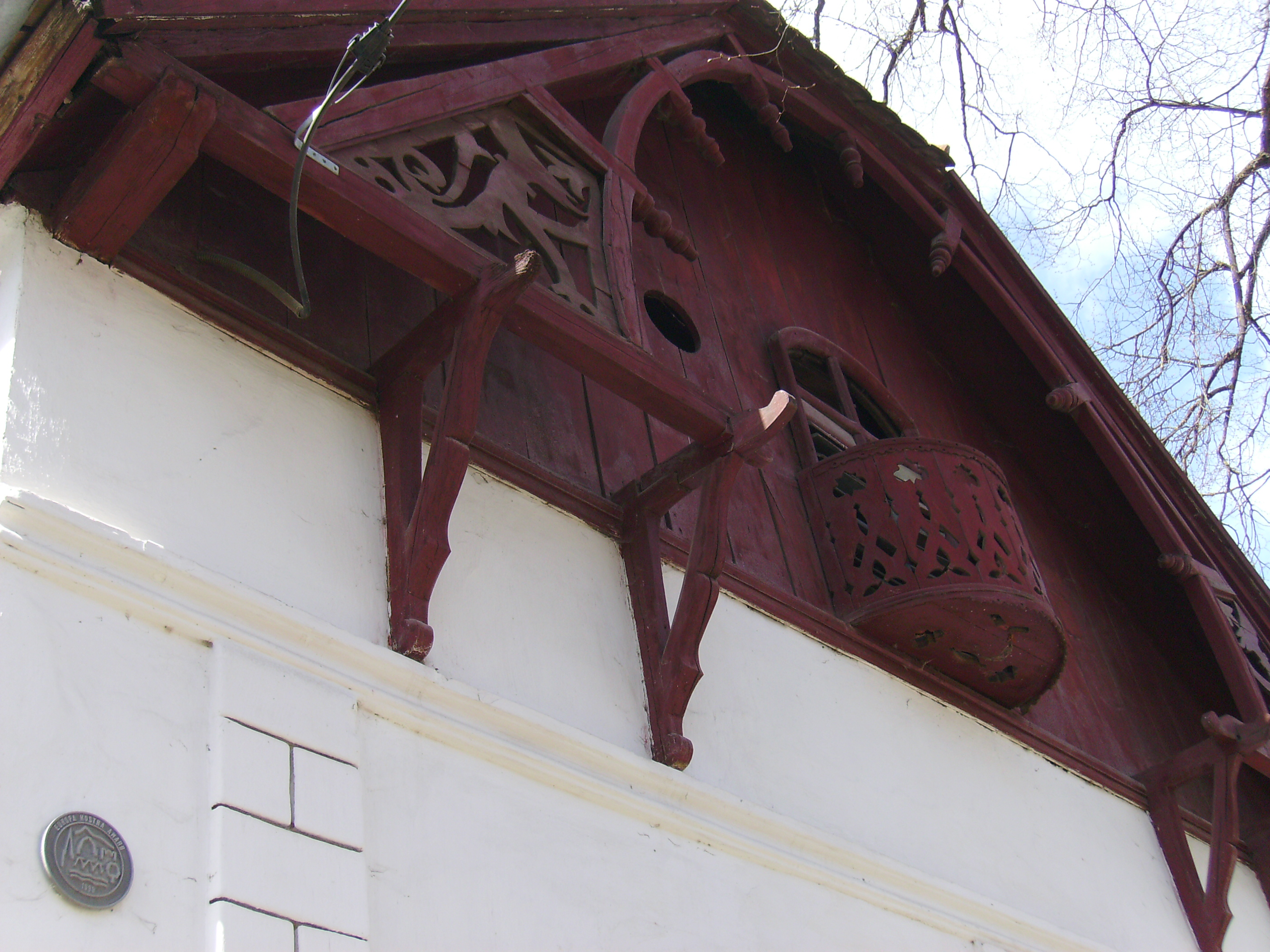
Medalia "Europa Noastra" pe fațada unei case

Localitatea este mai cunoscută pentru patrimoniul antropic, bogat și variat, decât pentru patrimoniul natural. O bună parte a patrimoniului antropic face parte dintr-un program de prezervare și de restaurare al fundației Transylvania Trust.
Proiectul de conservare a clădirilor derulat de Fundația Transylvania Trust a început la inițiativa lui András Román, un cunoscut specialist în conservarea clădirilor istorice, și a fost susținut financiar de consiliul local al Sectorului V din Budapesta. Din 1996, 130-140 de proprietari de edificii cu valoare patrimonială au beneficiat de ajutor financiar în cazul în care au făcut lucrări de mentenanță fără a altera elemente valoroase din punct de vedere arhitectonic și fără a schimba aspectul urbanistic al localității modificând fațadele edificiilor vechi. De altfel, orice proprietar doritor de a-și restaura proprietatea a fost încurajat să beneficieze de sfaturile specialiștilor fundației înainte de a demara lucrările. Proiectul început în 1996 a fost un succes având în vedere că 97% dintre proprietarii care au beneficiat de ajutor financiar au investit în lucrări de renovare sume cu 100-150% mai mari decât valoarea ajutorului financiar primit.
La început, scopul programului era de a opri demolările, intervențiile și modificările neavizate care, de exemplu, au dus la distrugerea unei părți însemnate a patrimoniului arhitectonic din satul vecin, Colțești / Torockószentgyörgy. În timp, atitudinea proprietarilor de case vechi din Rimetea s-a schimbat astfel încât, zece ani după derularea proiectului, locuitorilor nu le mai era rușine să trăiască în case vechi, declarate monumente istorice, și se implicau activ în prezervarea patrimoniului. Lucrările de conservare a patrimoniului au dus la crearea de noi locuri de muncă pentru meșterii locali și au avut și un efect formativ, în sensul în care muncitorii din comună au învățat tehnici de conservare a clădirilor istorice.

### Patrimoniu antropic

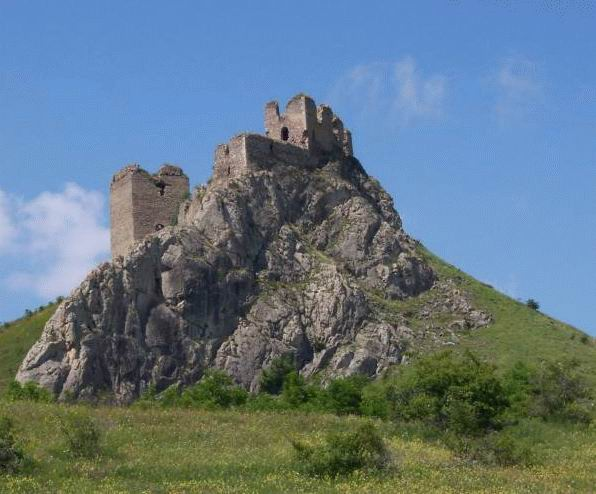
Cetatea Trascăului văzută din sud-vest. În prim plan, barbacana și ruina turnului nou; în plan îndepărtat, vechiul donjon.

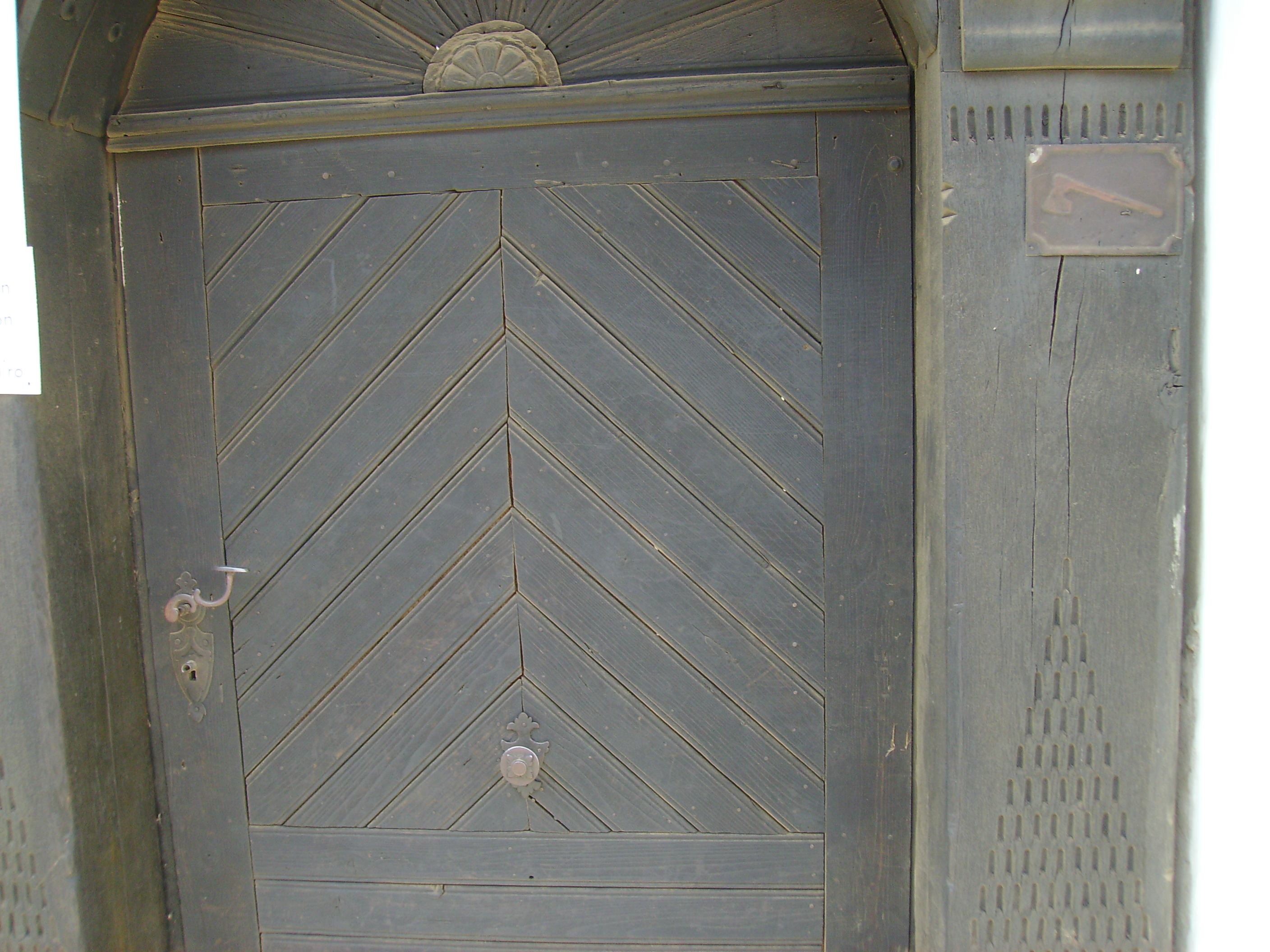
Poarta unei gospodării. În caz de incendiu, această gospodărie ar fi contribuit la lupta cu focul punând la dispoziție o secure.

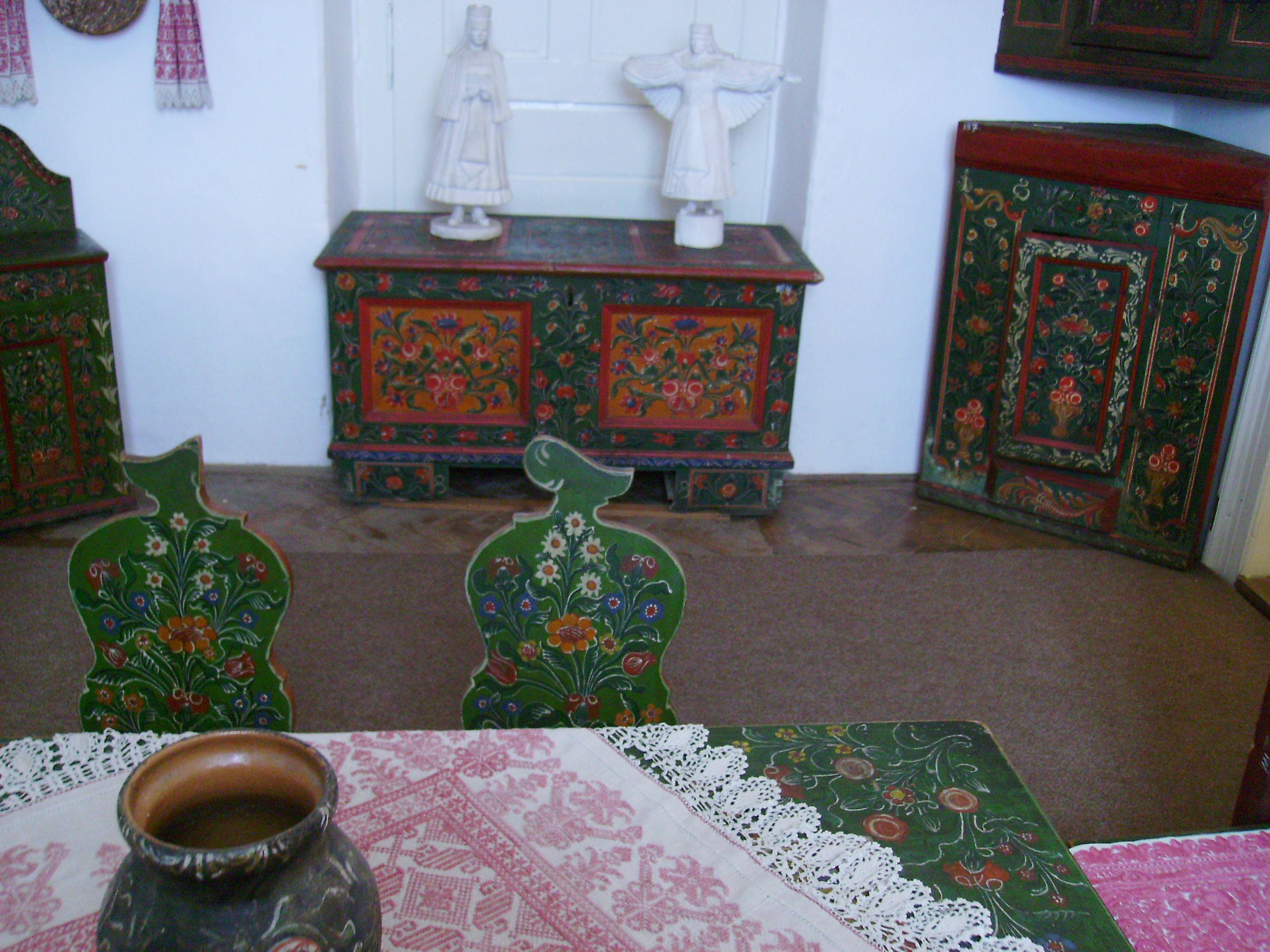
Mobilier tradițional specific satului, în muzeul etnografic local. Observați formele de pe vârful spătarelor de scaun: în cazul în care scaunele erau alăturate astfel încât partea rotunjită a formelor să fie față în față, era semn ca în familie e liniște și bună înțelegere; dacă erau alăturate părțile ascuțite ale formelor, era semn de neînțelegere în familie.

Variatul patrimoniu antropic al satului a apărut în mai multe epoci istorice diferite. Cele mai vechi obiecte de patrimoniu sunt două fortificații, una din epoca Latène și celalată din epoca medievală, anterioară invaziei mongole. Ambele sunt înscrise pe lista monumentelor istorice din județul Alba elaborată de Ministerul Culturii și Patrimoniului Național din România în anul 2010.
Cetatea medievală, localizată pe “Piatra Secuiului”, era încă în picioare în a doua jumătate a secolului al XIX-lea, dar la începutul secolului XXI mai sunt observabile doar niște rămășițe. Această cetate de piatră, ridicată înainte de marea invazie mongolă din 1241, a fost și singura din Transilvania care a putut ține piept trupelor tătare, ceea ce a constituit un puternic imbold pentru construirea cetăților de piatră în Regatul Ungariei în cea de-a doua jumătate a secolului al XIII-lea.
O a doua cetate medievală se găsește la aproximativ 3 km de Rimetea, în vestul satului Colțești / Torockószentgyörgy: este vorba despre Cetatea Trascăului, care a fost construita de familia Thoroczkói după 1291. Relativ bine păstrată, ruina cetății este impunătoare găsindu-se pe o stancă greu atacabilă. Cea mai veche parte a cetății este donjonul, un turn patrulater relativ bine păstrat, aflat pe latura de nord. Un alt turn, astăzi într-o stare de deteriorare mai avansată, a fost ridicat în partea sudică a complexului înainte de secolul al XV-lea. Anterior anului 1470, între cele două turnuri au fost edificate spațiile de locuit și o capela. Cetatea a fost abandonată dupa 1703, cand a suferit distrugeri din partea austriecilor.
În jurul anilor 1870, după un incendiu, s-au construit cunoscutele case albe, caracteristice zonei, care au fost frumos întreținute. Stilul arhitectonic al clădirilor sale a făcut ca o mare parte dintre acestea să fie declarate monumente de arhitectură. Casele au o arhitectură specifică, cu influențe secuiești și nemțești care au dus la apariția unui sincretism stilistic aparte în Ardeal.
Majoritatea obiectivelor de patrimoniu datează din secolele XVII-XIX. Printre acestea se numără:
- aproximativ 200 de clădiri laice tradiționale (case, grajduri, ateliere etc.) construite între secolele XVII și XIX; cea mai veche casă din sat este casa unui miner, construită în 1668 și renovată după 2004[2]
- cea mai veche moară de apă funcțională din Munții Apuseni, la 300 m de centrul satului; construită în 1752 de către Toroczkai Klára, este încă folosită ocazional de localnici.
- urmele câtorva mine de fier (guri de mină; începuturi de galerii deocamdată nerecondiționate etc.).
- morminte de familie săpate în stâncă, unice în România, folosite din generație în generație; declinul demografic din prezent face caducă saparea unor noi morminte în stâncă, astfel încât oamenii din prezent sunt îngropați în mormintele strămoșilor.
- pe unele porți se mai văd plăcuțe înfățișând diversele obiecte (scară, găleată, lopată etc.) cu care respectiva gospodărie contribuia la efortul colectiv în caz de incendiu.
- biserica unitariană, sec. XVII-XVIII (turnul a fost finalizat în 1670, iar nava în 1796).
- mănăstirea ortodoxă construită la sfârșitul anilor '90 între Rimetea și Buru.

Încă de la începutul secolului al XX-lea, localnicii au adunat din proprie inițiativă materiale pentru un muzeu etnografic. Muzeul a fost deschis în anul 1952, în urma unor sfaturi primite de autoritățile locale de la câțiva cercetători etnografi ai Muzeului Etnografic al Transilvaniei din Cluj și ai Universității din Cluj). Colecția de obiecte existentă aici, numărând peste 11.000 de piese adunate în 5 încăperi, reflectă ocupațiile principale ale locuitorilor din zonă - mineritul, metalurgia și prelucrarea lemnului.
În sâmbăta dinainte de începutul Postului Paștelui, lăsatul secului de carne e sărbătorit printr-un fărșang (în maghiară farsang, germană fasching) - un carnaval al cărui episod central este o procesiune ritualică și hazlie care mimează înmormântarea iernii și simbolizează alungarea spiritelor rele.  ·   Fărșangul este specific comunităților catolice și protestante din Ardeal și este echivalentul carnavalului din țările catolice și protestante.
În Colțești, localitatea vecină, aflată la doar 3 km distanță, pot fi văzute casa natală a lui Sámuel Brassai, fosta mănăstire franciscană (sec. XVIII-XIX) și ansamblul bisericii romano-catolice (1727).

### Patrimoniu natural

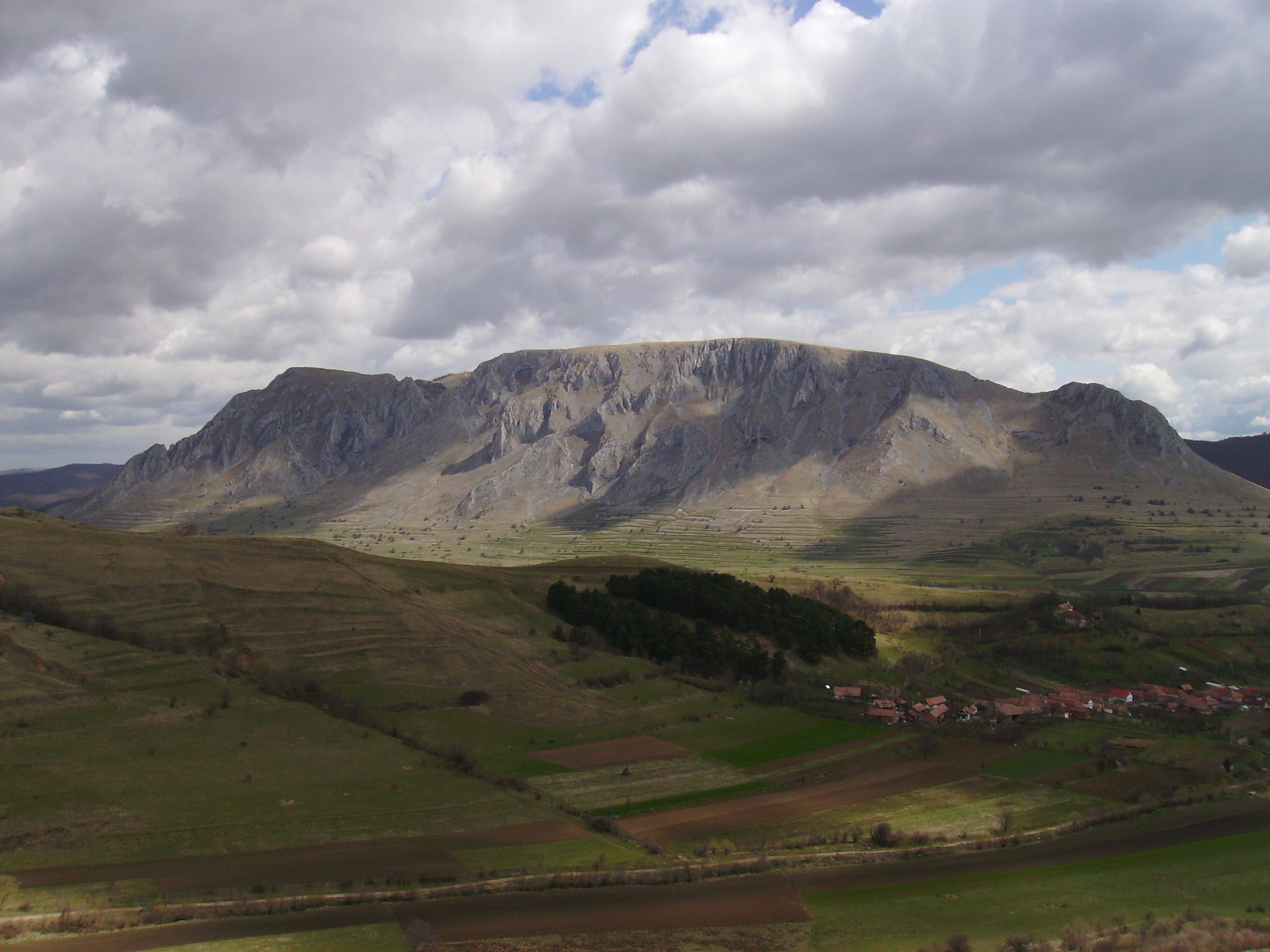
Piatra Secuiului văzută de la Cetatea Trascăului

În afară de „Piatra Secuiului” și de masivul Ardașcheia care încadrează localitatea la est, respectiv la vest, alte obiective naturale se găsesc în imediata apropiere: Cheile Vălișoarei (numite si „Cheile Aiudului”; străbătute de DJ107M pe o porțiune de circa 2 km, datorită pereților impunători care uneori sunt responsabili de o diferență de nivel de peste 150 m, Cheile Vălișoarei sunt poarta de intrare dinspre sud în depresiunea Trascăului; Cheile Vălișoarei cuprind 27 de peșteri, dintre care cea mai lungă are 134 m); Cheile Plaiului (o rezervație naturală geologică de interes național, situată pe cursul superior al Pârâului Izvoarele, în sudul depresiunii Trascăului; defileul are 1,2 km lungime); Cheile Siloșului (un defileu cu o lungime de doar 300 m, aflat în apropierea satului Colțești).
Situația geografică a satului (un culoar dominat la est de o Piatra Secuiului și la vest de masivul Ardașcheia) este favorabilă practicării escaladei și sporturilor aeronautice precum zborul cu parapanta.

## Economie

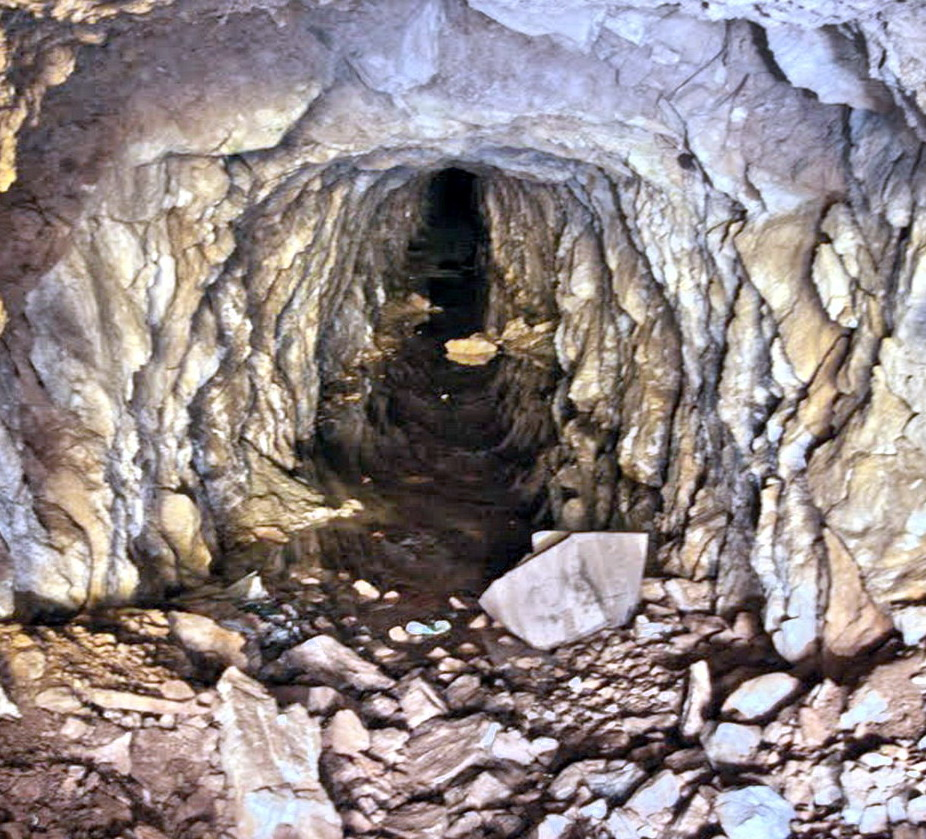
Veche intrare într-o mină de fier abandonată (Rimetea, jud.Alba)

Timp de mai multe secole în preajma localității au fost extrase cantități apreciabile de minereu de fier, prin lucrări miniere subterane, minereu prelucrat tot aici. Zăcămintele de fier sunt acum epuizate. In teren se mai găsesc încă urme răzlețe ale lucrărilor miniere (guri de mină etc).
Activitățile economice s-au diversificat după 1989 și în special dupa 1996. Astfel, pe lângă activități de tip agricol și zootehnic (culturi diverse, moară, centru de colectare a laptelui etc.) în localitate funcționează și alte unități economice de producție, în special din domeniul tâmplărie / dulgherie. Însă principala activitate economică este agroturismul.

### Turism

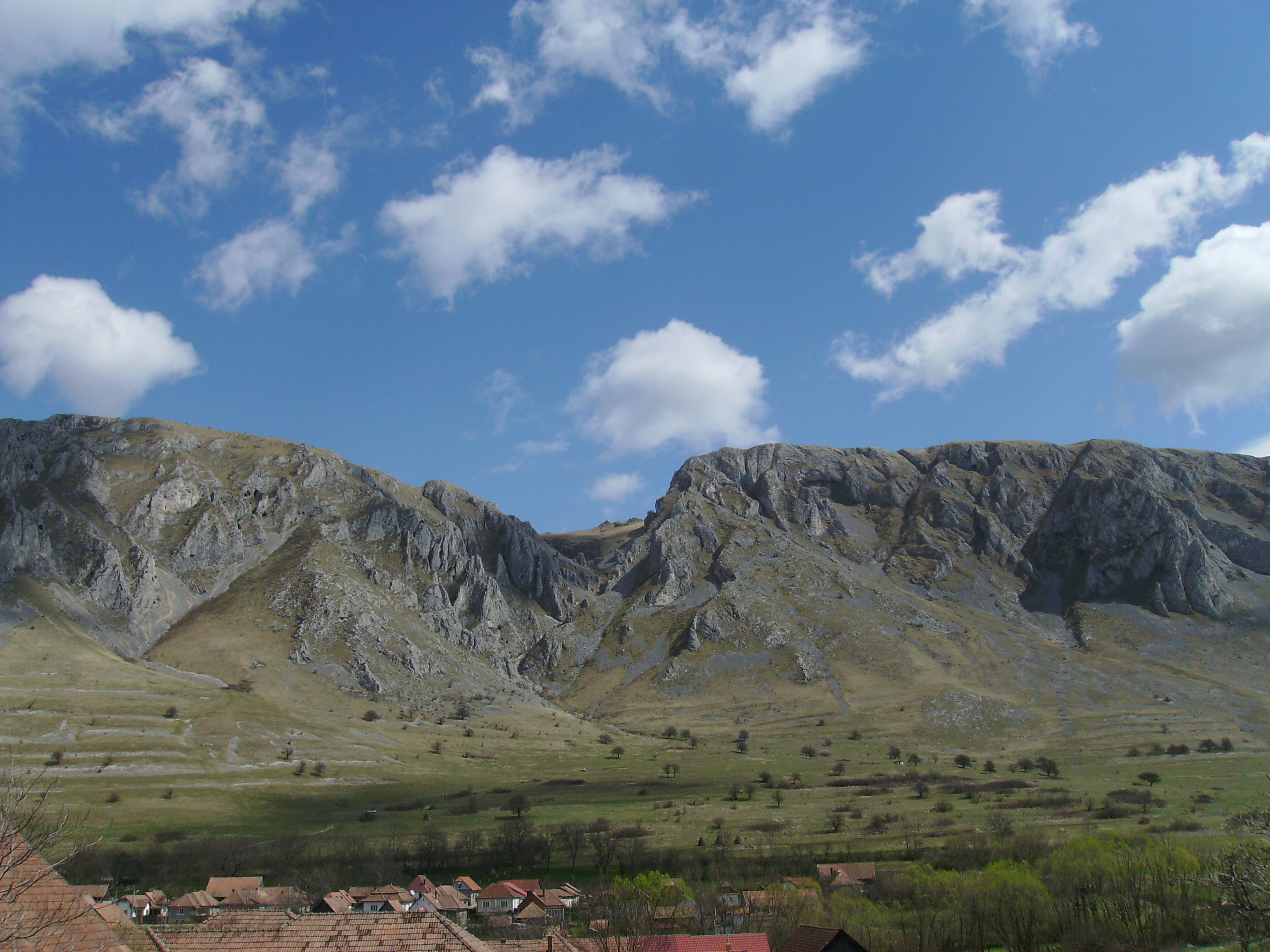
Versantul vestic al Pietrii Secuiului

La zece ani după demararea proiectului demarat de Transylvania Trust în '96-'97, a fost atins și scopul pe termen lung: dezvoltarea turismului rural pe baza infrastructurii constituite de clădirile istorice. Astfel, numărul turiștilor sosiți în localitate a crescut continuu. La sfârșitul anilor 2000, peste 75% dintre turiștii sosiți în localitate erau străini, în principal din Ungaria (80% din totalul turiștilor străini), dar și din Austria, Germania, Cehia, Olanda, Franța, Belgia sau Japonia. În aceeași perioadă, peste 40 de proprietari care au beneficiat de sfaturile și de fondurile gestionate de Transylvania Trust au obținut licențe de practicare a agroturismului, localitatea punând la dispoziția turiștilor 225 de camere cuprinzând 587 de paturi. În 2009, 90% dintre cele 48 de unități de cazare înregistrate erau cotate cu cel puțin două margarete, iar 18 unități erau membre ale Asociației Naționale de Turism rural ecologic și cultural (ANTREC Filiala Alba). Posibilități de cazare suplimentare sunt oferite de camping-ul din Cheile Vălișoarei.  ·   Ținând cont de numărul de intrări de la Muzeul Etnografic din localitate, în anul 2008 Rimetea a fost vizitată de peste 14.000 de turiști.

## Personalități
- George Barițiu (1812-1893), istoric și publicist, și-a făcut studiile primare la școala unitariană din localitate.
- Sámuel Brassai (1800-1897), filolog, filozof și om de știință, numit și „ultimul enciclopedist al Ardealului”, s-a născut în satul Colțești
- Gergely János, botanist născut la Rimetea

## Relații externe
Rimetea este infrățită cu mai multe localități din Ungaria: Sectorul V din Budapesta, Tápiógyörgye, Csömör, Gáborján, Üllés și Bócsa.

## Galerie de imagini

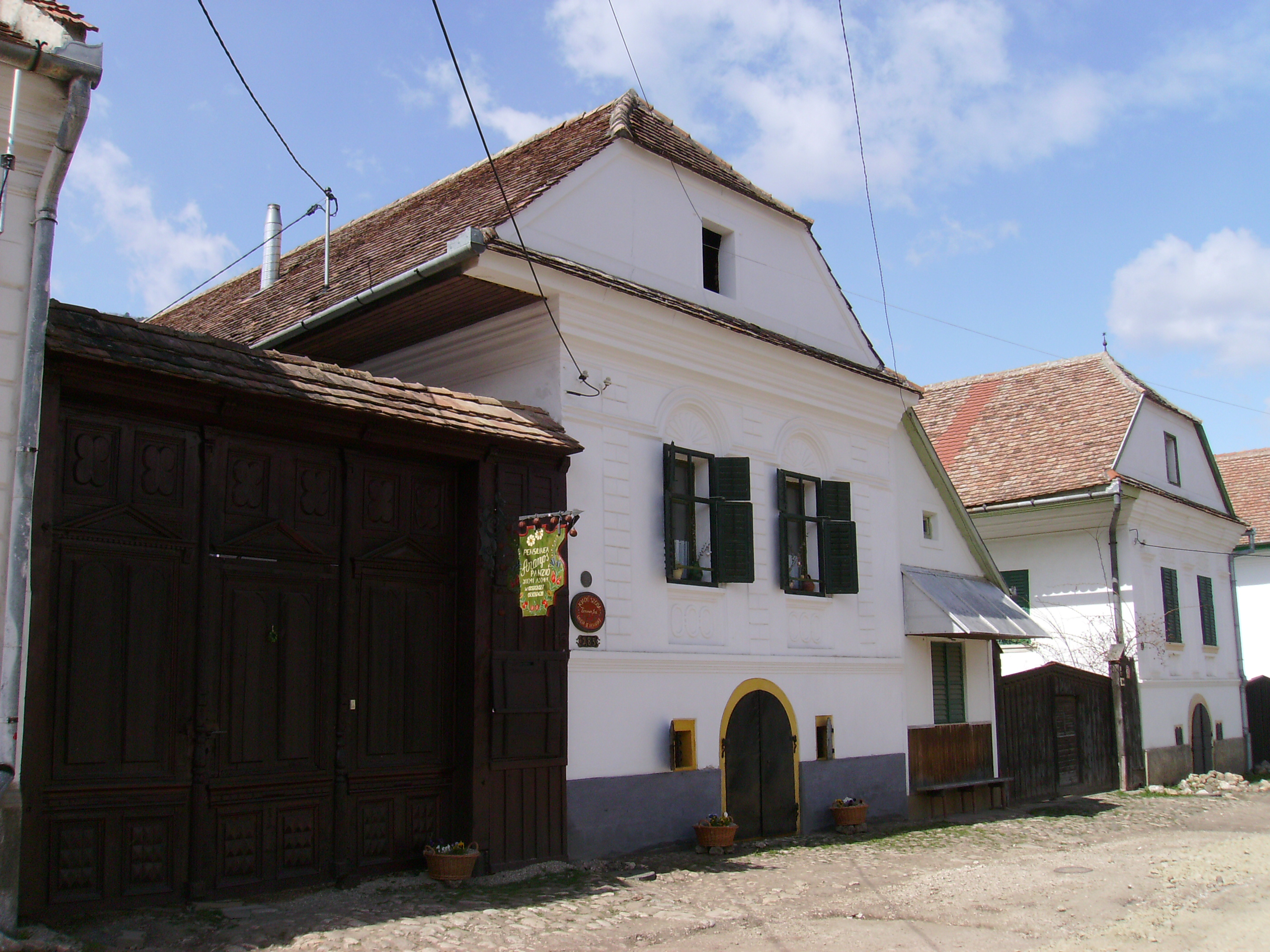
Rimetea (case tradiționale)
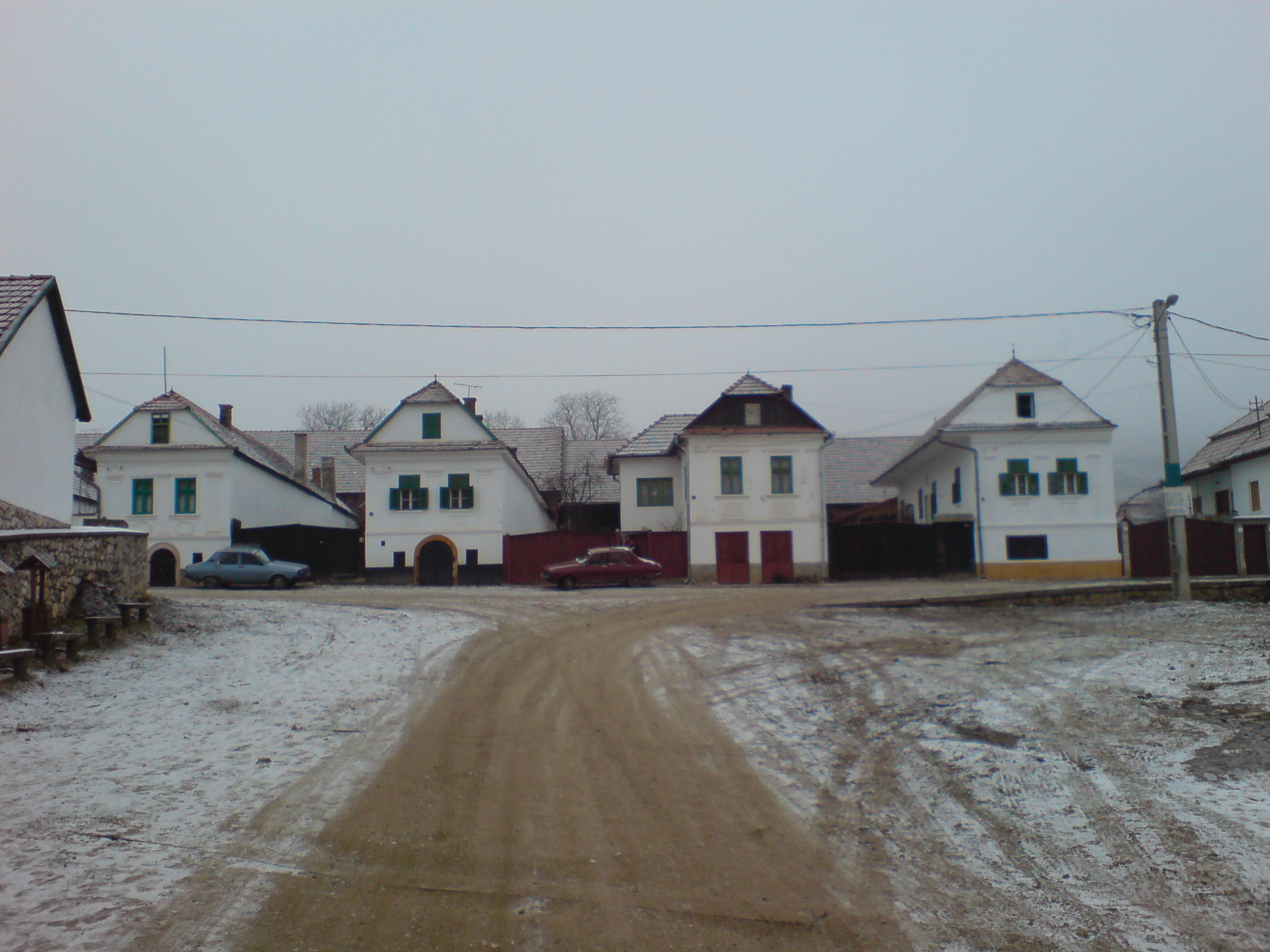
Rimetea (case tradiționale)
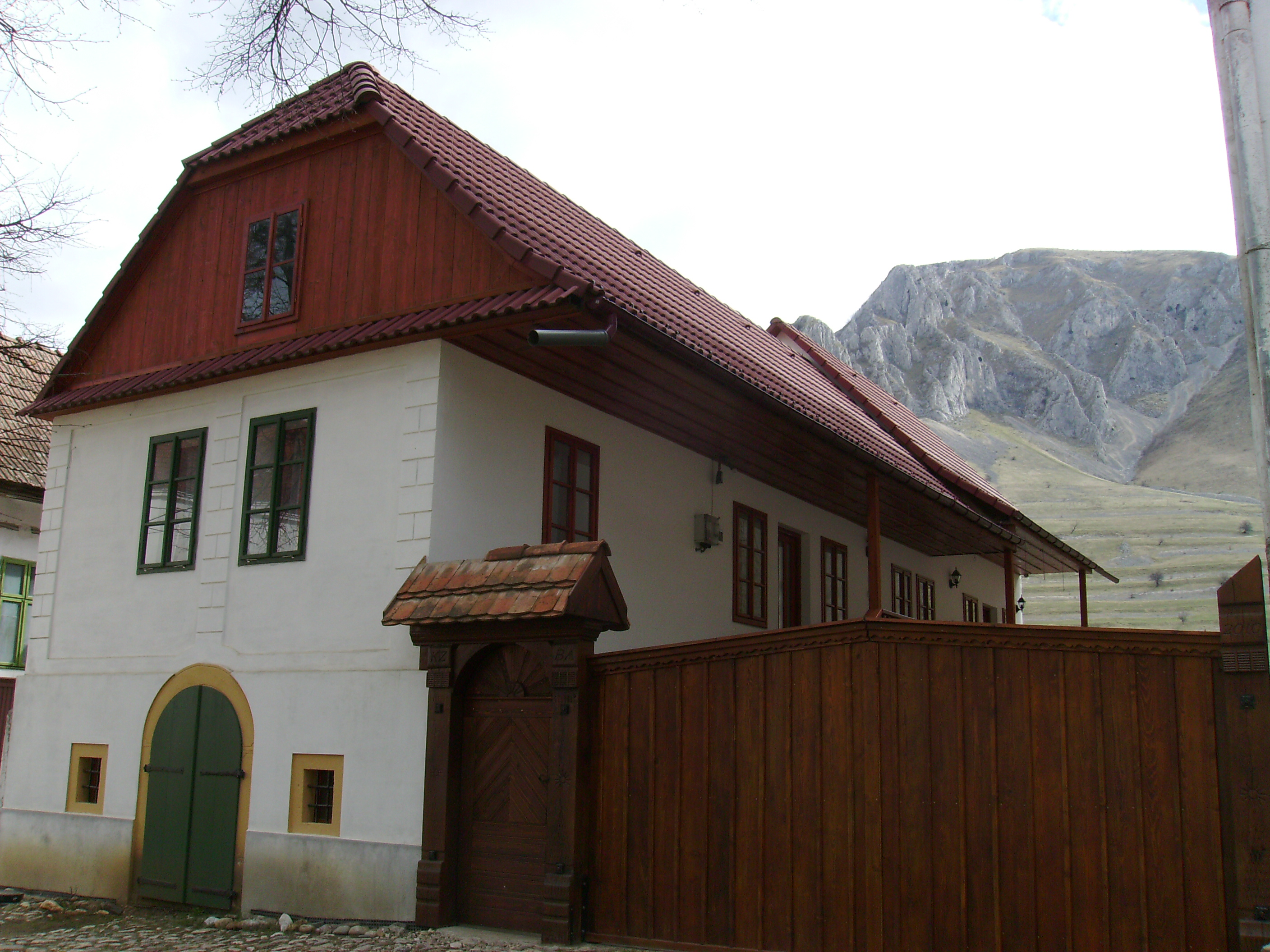
Casă tradițională
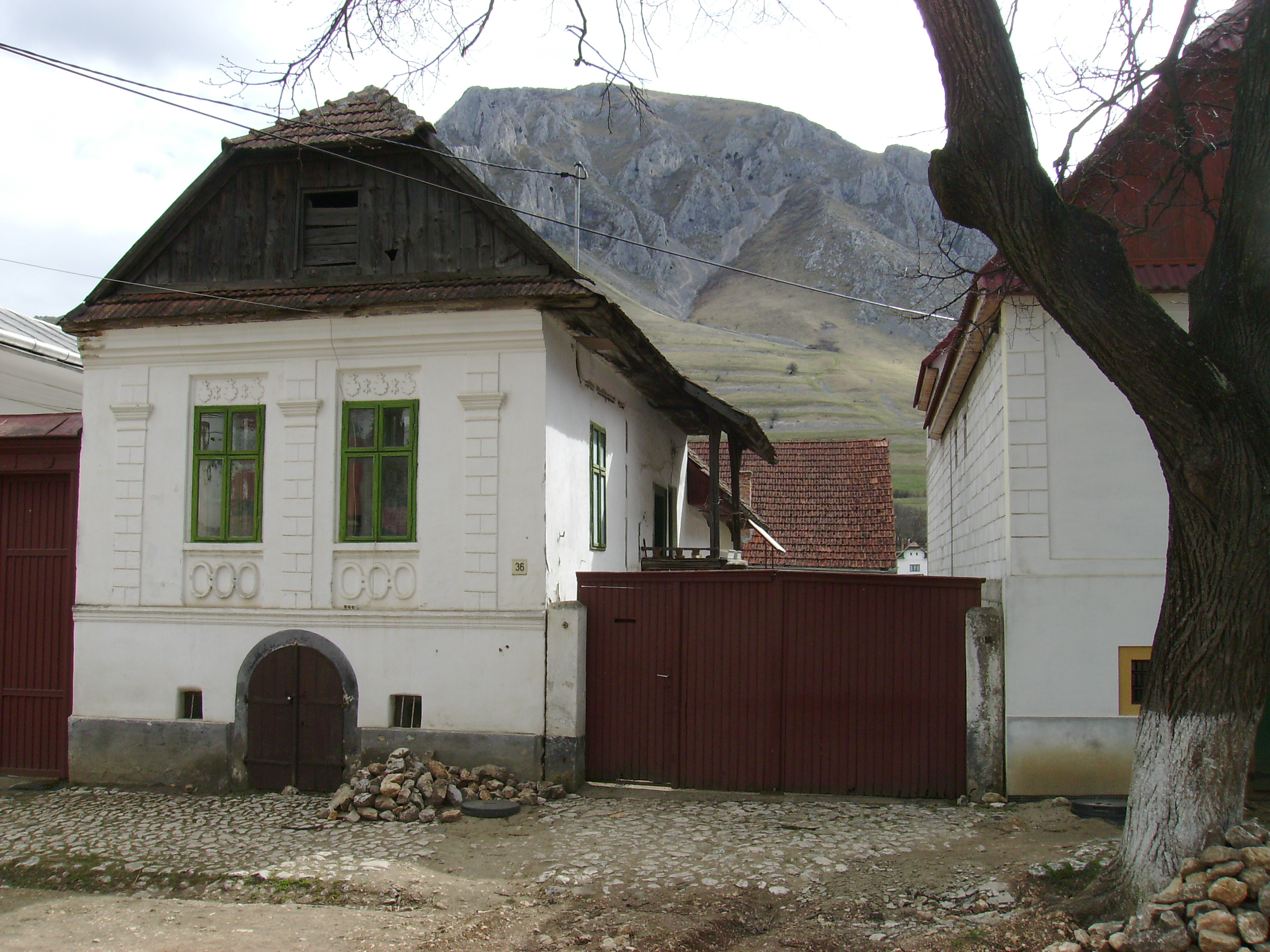
Casă tradițională
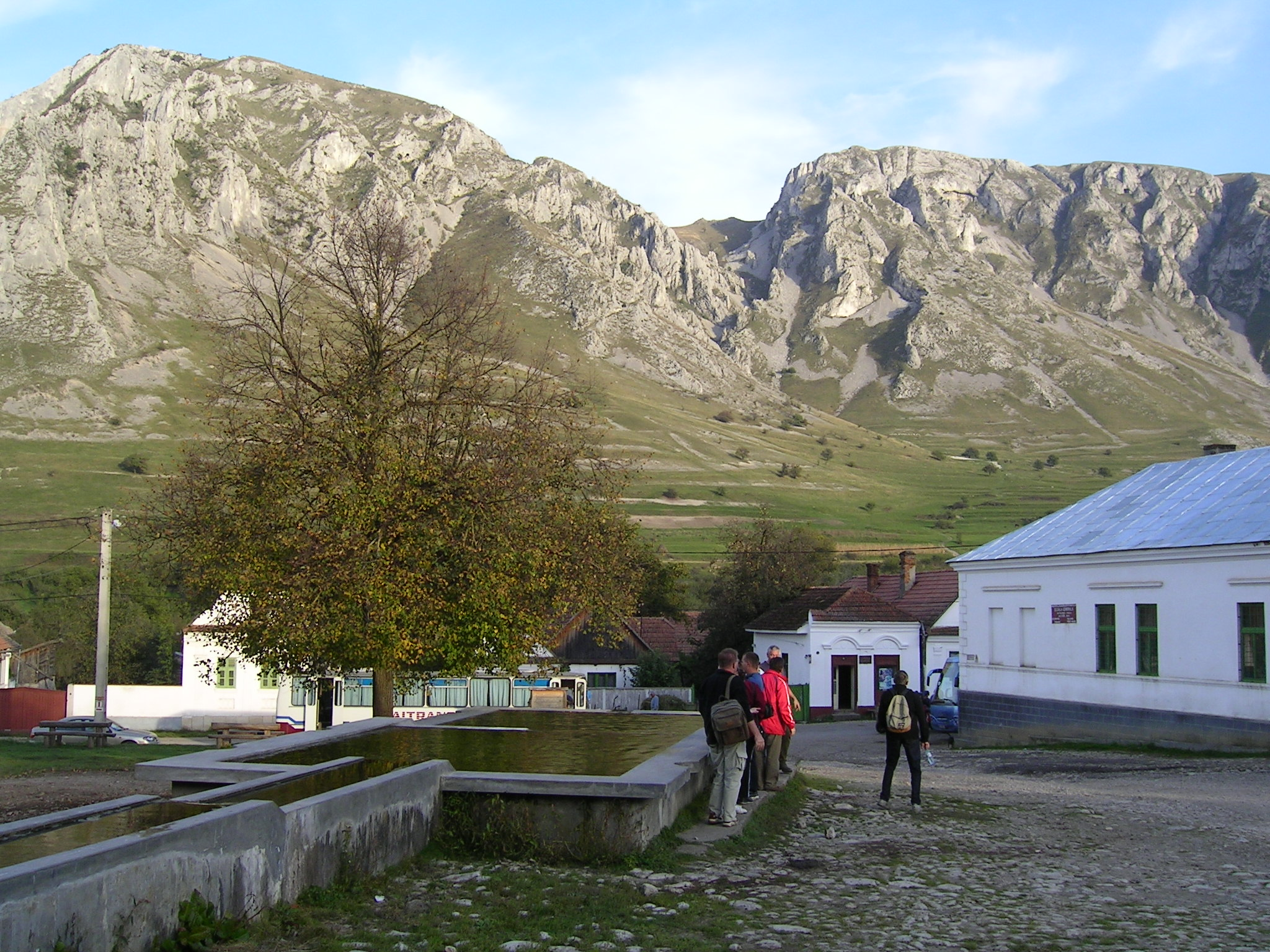
Centrul satului Rimetea și Piatra Secuiului în fundal
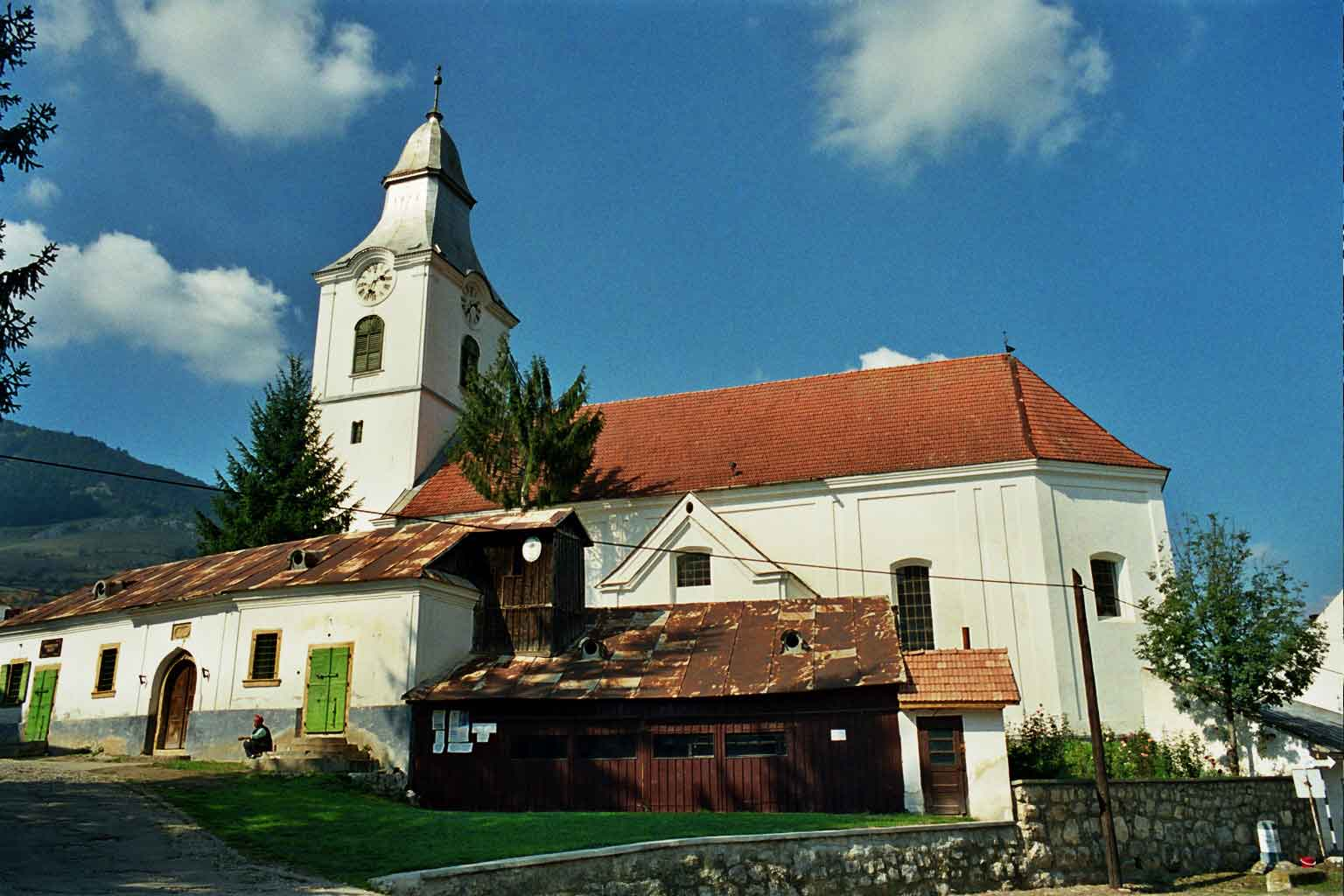
Centrul satului - biserica unitariană (sec. XVII-XVIII)
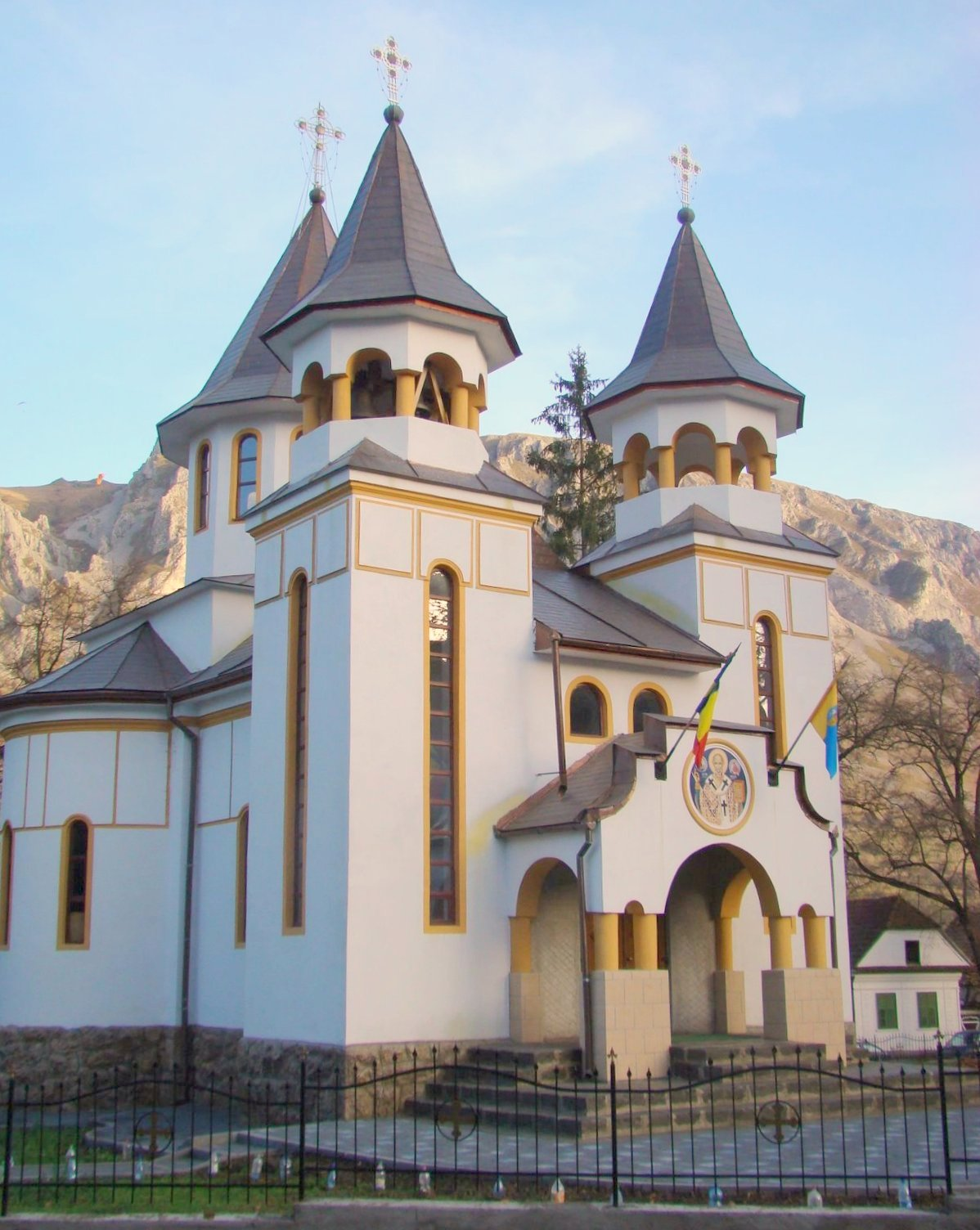
Biserica ortodoxă
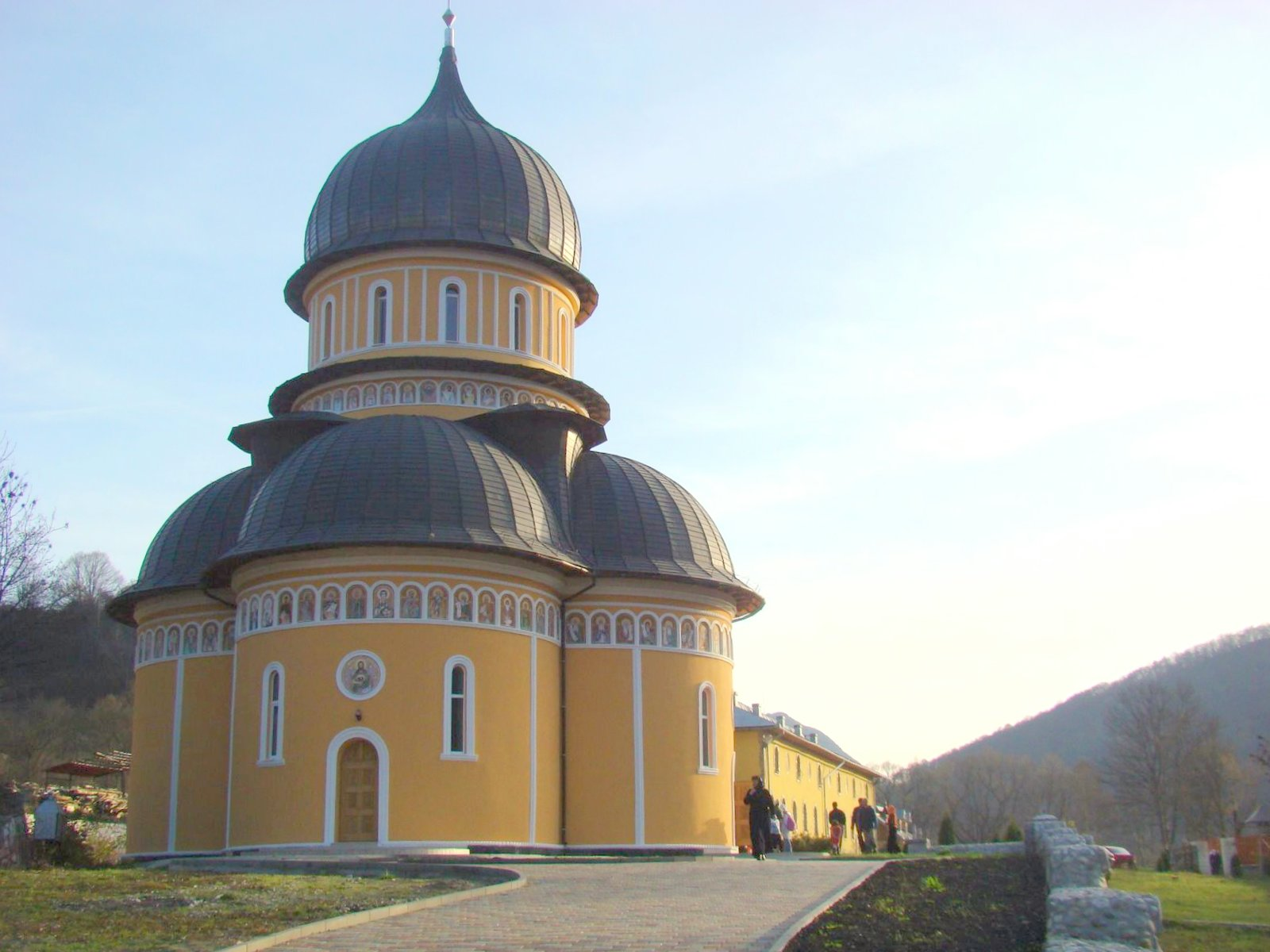
Mănăstirea „Sfinții Arhangheli”
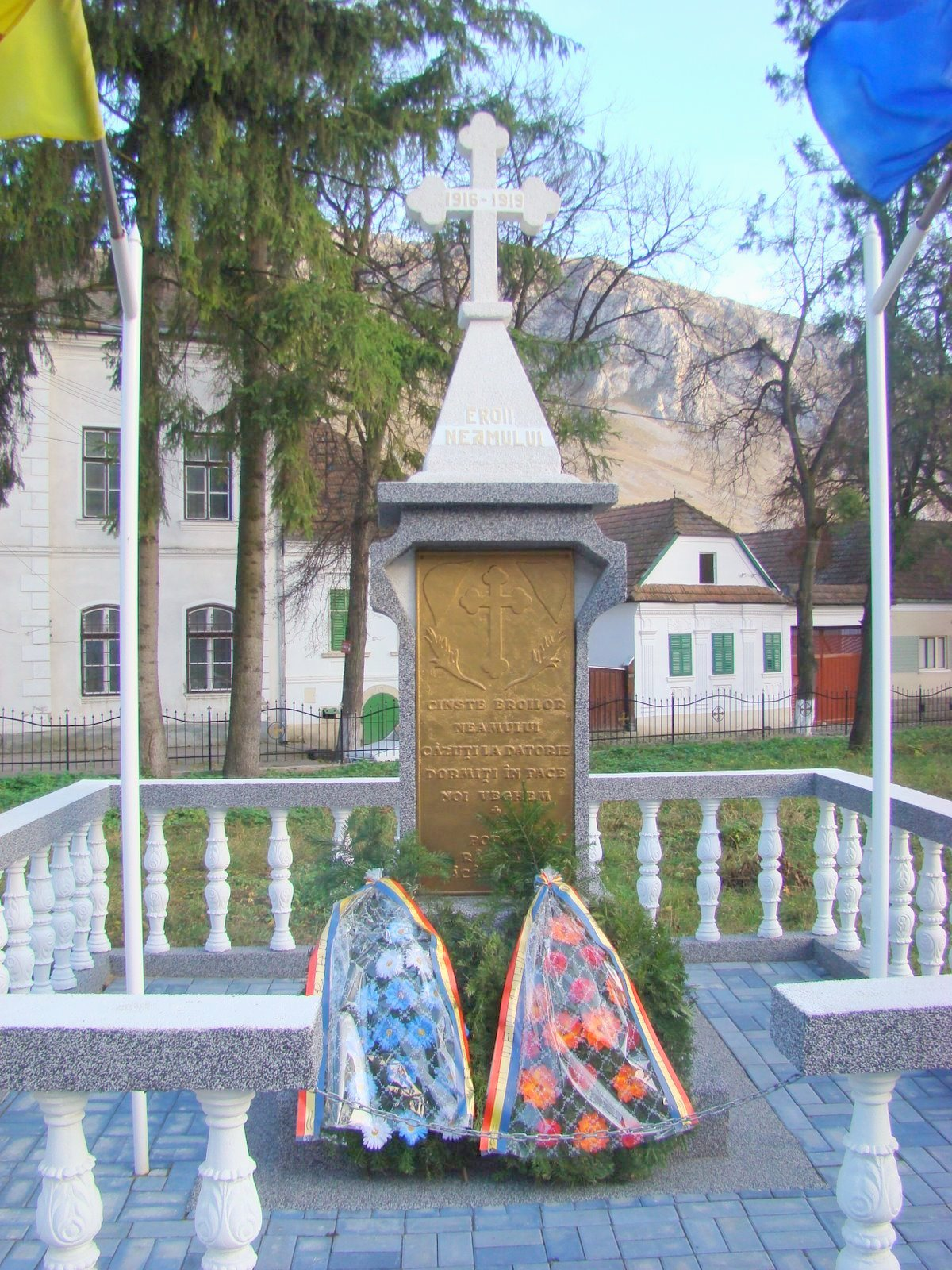
Monumentul eroilor
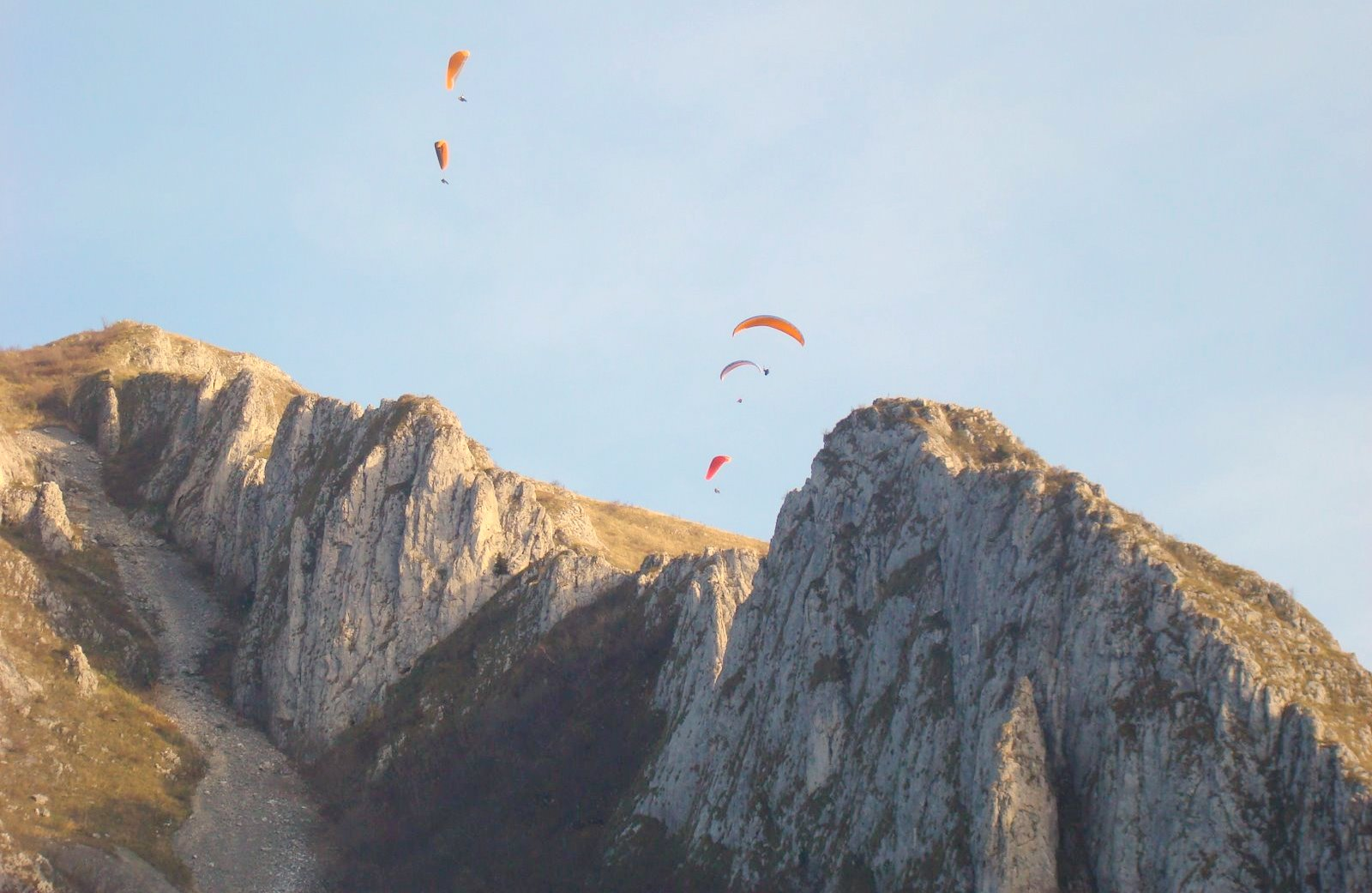
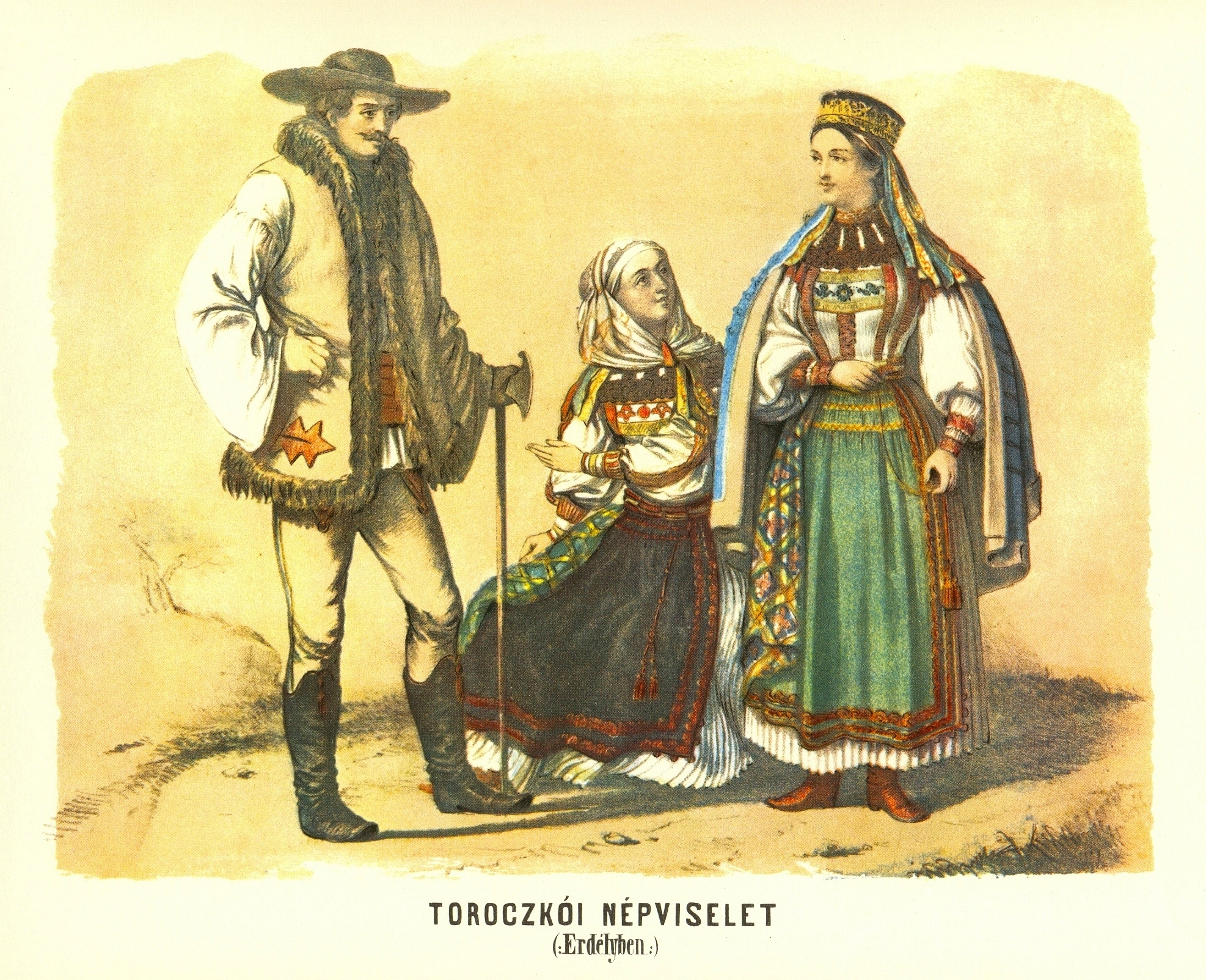
Portul popular din Rimetea